# Antonia Ružić
Antonia Ružić (Orehovica, 20 gennaio 2003) è una tennista croata.

## Carriera
Antonia Ružić ha vinto 12 titoli in singolare nel circuito ITF in carriera. L'11 agosto 2025 ha raggiunto il best ranking in singolare raggiungendo la 84ª posizione mondiale, mentre il 27 gennaio 2025 ha raggiunto la 544ª posizione in doppio.

### 2020-2021: Debutto in Billie Jean King Cup e nel WTA Tour
Fa parte della squadra croata di Billie Jean King Cup compiendo il suo debutto nel 2020, dove ha un bilancio complessivo di 7 vittorie e 8 sconfitte (5-5 nel singolare e 2-3 nel doppio).
Ha fatto il suo debutto nel circuito maggiore al J&T Banka Ostrava Open 2021, grazie ad una wildcard per le qualificazioni, sconfitta nel primo turno dall'australiana Astra Sharma.

### 2023-2024: Prima partecipazione Slam e primo quarto di finale WTA
Nei tornei del Grande Slam, ha fatto la sua prima partecipazione nelle qualificazioni degli Open di Francia 2023, dove è stata eliminata all'esordio dalla ceca Brenda Fruhvirtová.
A gennaio 2024, vince il titolo più importante della carriera a livello ITF nel W50 a Nonthaburi, un torneo con un montepremi di $40.000, sconfiggendo in finale la giapponese Sara Saitō, permettendole di scalare ben 33 posti nel ranking e avvicinarsi alla Top 200, piazzandosi al numero 211.
Antonia si qualifica per il suo primo main draw di un torneo WTA al Jasmin Open 2024, e compie il suo esordio nel migliore dei modi, ottenendo la sua prima vittoria WTA sulla quarta testa di serie Nadia Podoroska, recuperando un set di svantaggio e conquistando la sua prima vittoria su una giocatrice Top 100. Prosegue con un'altra vittoria sulla britannica Lily Miyazaki nel secondo turno, lasciandole appena quattro giochi, approdando al suo primo quarto di finale WTA al debutto. In questa circostanza perde facilmente contro la numero 7 del seeding Lucia Bronzetti, vincendo solamente tre giochi, terminando la sua avventura nel torneo.
Durante il Mérida Open Akron 2024, supera al primo ostacolo la giovane wildcard Laura Samson in due set, recuperando un break di svantaggio nel secondo parziale. Nel secondo turno viene sconfitta facilmente dalla statunitense Ann Li in due set in appena 70 minuti di gioco.

### 2025: Debutto e vittorie nei WTA 500 e WTA 1000, Top 100
All'Upper Austria Ladies Linz 2025 si qualifica per il suo primo main draw di un torneo WTA 500, ed ottiene anche la prima vittoria in questa categoria battendo a sorpresa l'egiziana Mayar Sherif in due set. Nel secondo turno cede alla numero 5 del tabellone ed eventuale finalista Dajana Jastrems'ka in due parziali, dopo essere stata avanti in entrambi i set di un break.
Nei primi di marzo si aggiudica il torneo ITF W75 all'Empire Women's Indoor a Trnava, il più alto vinto in carriera con montepremio di $60.000, battendo in finale la russa Elena Pridankina, conquistando l'undicesimo titolo di questa categoria e salendo alla posizione numero 133, suo best ranking.
Agli Internazionali BNL d'Italia 2025 si qualifica per il main draw, facendo il suo debutto in un torneo WTA 1000. Al primo turno rimonta e batte la wildcard di casa Tyra Caterina Grant, recuperando uno svantaggio di 3-5 nel terzo set e salvando due match point sul 4-5, vincendo quattro giochi consecutivi e chiudendo per 7-5, conquistando la sua prima vittoria in un torneo WTA 1000. Nel secondo turno viene eliminata dalla testa di serie numero 24 Leylah Fernandez in due set. Al termine degli Open di Francia 2025, fa il suo debutto nella Top 100 della classifica WTA di singolare, piazzandosi al numero 98.
Dopo aver superato le qualificazioni al Lexus Nottingham Open 2025, Antonia ottiene la sua prima vittoria in carriera su erba superando al primo ostacolo Lucia Bronzetti, nonchè la sua prima vittoria su una Top 60, in due set. Al turno successivo ritrova Jastrems'ka, e anche in questa occasione ne esce sconfitta stavolta in tre set, dopo che nel parziale decisivo era avanti di un break (sul 4-2 in suo favore cede per 4-6), e curiosamente anche in questo caso l'ucraina raggiunge la finale nel torneo.
Si qualifica anche per l'Omnium Banque Nationale 2025, secondo WTA 1000 stagionale, e anche in questa occasione supera il primo ostacolo, rimontando una partita sull'orlo della sconfitta trovandosi sotto con il punteggio per 2-6 0-4, e vincendo i successivi 13 giochi su 14 (lasciandola a zero nel terzo parziale) contro la russa Anastasija Potapova, conquistando la sua prima vittoria su una Top 50. Nel secondo turno non sfrutta un vantaggio di 5-2 nel primo set e ben due set point, perdendo con un doppio 5-7 dalla numero 11 del seeding Karolína Muchová. Supera le qualificazioni anche all'Abierto GNP Seguros 2025 ed ottiene un importante scalpo, sconfiggendo al primo turno l'ottava testa di serie e quattro volte campionessa del torneo Anastasija Pavljučenkova, ex numero 11 del mondo ed una delle più longeve del circuito, in due set ed ottiene la seconda vittoria in carriera su una Top 50.

## Statistiche ITF

### Singolare

#### Vittorie (12)
| Torneo $100.000 (0) |
| Torneo $80.000 (0)  |
| Torneo $60.000 (2)  |
| Torneo $40.000 (4)  |
| Torneo $25.000 (5)  |
| Torneo $15.000 (1)  |

| N.  | Data             | Torneo                                             | Superficie  | Avversaria in finale      | Punteggio      |
| 1.  | 29 agosto 2021   | Bad Waltersdorf Open, Bad Waltersdorf              | Terra rossa | Živa Falkner              | 6-2, 6-2       |
| 2.  | 17 ottobre 2021  | Lagos International Ladies Open, Lagos             | Terra rossa | Isabella Šinikova         | 6-1, 6-4       |
| 3.  | 24 ottobre 2021  | ITF Future Hamburg, Amburgo                        | Cemento (i) | Tímea Babos               | 6-2, 4-1, rit. |
| 4.  | 24 luglio 2022   | Darmstadt Tennis International, Darmstadt          | Terra rossa | Irina Chromačëva          | 6-3, 6-2       |
| 5.  | 28 agosto 2022   | Torneo Internacional Femenino Ciudad de Vigo, Vigo | Cemento     | Anna Brogan               | 6-1, 6-1       |
| 6.  | 19 marzo 2023    | Smartwings Open, Říčany                            | Cemento (i) | Lesley Pattinama Kerkhove | 6-4, 6-1       |
| 7.  | 10 dicembre 2023 | Magic Tours by FTT, Monastir                       | Cemento     | Ayla Aksu                 | 3-6, 6-4, 7-5  |
| 8.  | 7 gennaio 2024   | ITF Pro Circuit Presented by SAT, Nonthaburi       | Cemento     | Sara Saitō                | 6-1, 6-3       |
| 9.  | 10 novembre 2024 | Women's Britania Sport Center, Veracruz            | Cemento     | Marija Tkačëva            | 6-4, 7-6(3)    |
| 10. | 24 novembre 2024 | Empire Women's Indoor, Trnava                      | Cemento (i) | Tereza Valentová          | 6-3, 6-2       |
| 11. | 2 marzo 2025     | Empire Women's Indoor, Trnava                      | Cemento (i) | Elena Pridankina          | 6-2, 4-6, 6-3  |
| 12. | 23 marzo 2025    | i-Vent Brankit Open, Maribor                       | Cemento (i) | Linda Klimovičová         | 6-1, 4-6, 6-3  |

#### Sconfitte (3)
| Torneo $100.000 (0) |
| Torneo $80.000 (0)  |
| Torneo $60.000 (0)  |
| Torneo $40.000 (2)  |
| Torneo $25.000 (1)  |
| Torneo $15.000 (0)  |

| N. | Data            | Torneo                                         | Superficie  | Avversaria in finale  | Punteggio     |
| 1. | 15 maggio 2022  | Osijek Open, Osijek                            | Terra rossa | Dominika Šalková      | 1-6, 2-6      |
| 2. | 1º ottobre 2023 | Kuršumlijska Banja Women's, Kuršumlijska Banja | Terra rossa | Lina Ǵorčeska         | 3-6, 3-6      |
| 3. | 14 gennaio 2024 | ITF Pro Circuit Presented by SAT, Nonthaburi   | Cemento     | Mananchaya Sawangkaew | 1-6, 6-2, 2-6 |

### Doppio

#### Sconfitte (2)
| Torneo $100.000 (0) |
| Torneo $80.000 (0)  |
| Torneo $60.000 (0)  |
| Torneo $40.000 (0)  |
| Torneo $25.000 (0)  |
| Torneo $15.000 (2)  |

| N. | Data           | Torneo                      | Superficie  | Compagna          | Avversaria in finale               | Punteggio        |
| 1. | 11 maggio 2019 | Bluesun Tucepi Open, Tučepi | Terra rossa | Tamara Malešević  | Nefisa Berberović Veronika Erjavec | 2-6, 2-6         |
| 2. | 8 maggio 2021  | Women's Antalya, Adalia     | Terra rossa | Matilda Mutavdzic | Federica Bilardo Krystina Dzmitruk | 3-6, 6-0, [7-10] |